# Sheffield Shield 2019/20
Der Sheffield Shield 2019/20 ist die 127. Saison des nationalen First-Class-Cricket-Wettbewerbes in Australien der vom 10. Oktober 2019 bis zum 31. März 2020 ausgetragen wird.

## Format
Die Mannschaften spielen in einer Division gegen jede andere jeweils zwei Spiele. Für einen Sieg erhält ein Team zunächst 6 Punkte, für ein Unentschieden (beide Mannschaften erzielen die gleiche Anzahl an Runs) 3 Punkte. Wird kein Ergebnis erreicht und das Spiel endet Remis bekommen beide Mannschaften 1 Punkt. Zusätzlich besteht die Möglichkeit in den ersten 100 Over des ersten Innings Bonuspunkte zu sammeln. Dabei werden pro Run die mehr als 200 Runs erzielt werden 0.01 Batting-Bonuspunkte verteilt, jeweils 0.5 Bowling-Bonuspunkte gibt es für das Erreichen des 5, 7, 9 Wickets. Des Weiteren ist es möglich das Mannschaften Punkte abgezogen bekommen, wenn sie beispielsweise zu langsam spielen oder der Platz nicht ordnungsgemäß hergerichtet ist. Am Ende der Saison wird ein Finale der besten beiden Mannschaften ausgetragen, dessen Sieger der Gewinner des Sheffield Shields ist.

## Resultate
Stand: 9. März 2020
Tabelle
| Teams             | Sp. | S | N | U | R | NR | Bat  | Bwl | Ded | Punkte |
| ----------------- | --- | - | - | - | - | -- | ---- | --- | --- | ------ |
| New South Wales   | 9   | 6 | 2 | 0 | 1 | 0  | 6.16 | 7.6 | 0   | 50.76  |
| Victoria          | 9   | 3 | 3 | 0 | 2 | 1  | 9.23 | 6.3 | 0   | 38.53  |
| Queensland        | 9   | 4 | 3 | 0 | 2 | 0  | 3.31 | 7.6 | 0   | 36.91  |
| Tasmanien         | 9   | 3 | 4 | 0 | 2 | 0  | 4.79 | 7.5 | 0   | 32.29  |
| Western Australia | 9   | 2 | 3 | 0 | 3 | 1  | 8.17 | 5.2 | 0   | 31.37  |
| South Australia   | 9   | 2 | 5 | 0 | 2 | 0  | 8.54 | 6.0 | 0   | 28.54  |

Spiele
| 10. – 13. Oktober Scorecard | Melbourne | Victoria 616-6d (150) | – | South Australia 671-6 (186) |
|                             |           | Remis                 |   |                             |

| 10. – 13. Oktober Scorecard | Brisbane | Queensland 153 (71) & 268 (91.5)      | – | New South Wales 288-9d (88) & 134-5 (41.5) |
|                             |          | New South Wales gewinnt mit 5 Wickets |   |                                            |

| 10. – 13. Oktober Scorecard | Perth | Western Australia 337 (85.5) & 383-9 (113) | – | Tasmanien 397 (142) |
|                             |       | Remis                                      |   |                     |

| 18. – 21. Oktober Scorecard | Sydney | Tasmanien 268 (101.3) & 140 (62.5)    | – | New South Wales 364 (117.4) & 46-2 (8.2) |
|                             |        | New South Wales gewinnt mit 8 Wickets |   |                                          |

| 18. – 21. Oktober Scorecard | Brisbane | South Australia 221 (66.2) & 192 (61.4) | – | Queensland 264 (98.4) & 150-6 (39.4) |
|                             |          | Queensland gewinnt mit 4 Wickets        |   |                                      |

| 18. – 21. Oktober Scorecard | Perth | Victoria 341 (114.3) & 186 (73.1)       | – | Western Australia 519-9d (152.3) & 9-1 (3.2) |
|                             |       | Western Australia gewinnt mit 9 Wickets |   |                                              |

| 31. Oktober – 3. November Scorecard | Hobart | Victoria 127 (41.5) & 237 (85.2) | – | Tasmanien 226 (82.5) & 144-4 (45.2) |
|                                     |        | Tasmanien gewinnt mit 6 Wickets  |   |                                     |

| 1. – 4. November Scorecard | Adelaide | New South Wales 289 (104.3) & 253 (72.2) | – | South Australia 245 (100.2) & 201 (67.4) |
|                            |          | New South Wales gewinnt mit 96 Runs      |   |                                          |

| 2. – 5. November Scorecard | Brisbane | Western Australia 332 (121.4) & 246-9 (100) | – | Queensland 411 (135.2) |
|                            |          | Remis                                       |   |                        |

| 11. – 14. November Scorecard | Sydney | New South Wales 444-8d (152) & 98-0d (17) | – | Western Australia 191 (95.4) & 128 (64.3) |
|                              |        | New South Wales gewinnt mit 223 Runs      |   |                                           |

| 11. – 14. November Scorecard | Adelaide | South Australia 490-6d (124) & 191-5d (30) | – | Tasmanien 345-5d (135) & 308-8 (90) |
|                              |          | Remis                                      |   |                                     |

| 12. – 15. November Scorecard | Melbourne | Queensland 183 (75) & 306 (117) | – | Victoria 300-9d (111.5) & 130 (73.5) |
|                              |           | Queensland gewinnt mit 59 Runs  |   |                                      |

| 29. November – 2. Dezember Scorecard | Melbourne | New South Wales 294 (120.2) & 129-0 (60) | – | Victoria 307-7d (115) |
|                                      |           | Remis                                    |   |                       |

| 29. – 30. November Scorecard | Hobart | Tasmanien 107 (40.5) & 150 (55.3) | – | Queensland 240 (81.3) & 18-0 (5.3) |
|                              |        | Queensland gewinnt mit 10 Wickets |   |                                    |

| 29. November – 2. Dezember Scorecard | Perth | Western Australia 492-8d (145.1) & 205-6d (58) | – | South Australia 353 (99) & 308 (68.5) |
|                                      |       | Western Australia gewinnt mit 36 Runs          |   |                                       |

| 7. – 10. Dezember Scorecard | Melbourne | Western Australia 89-3 (39.4) | – | Victoria |
|                             |           | No Result                     |   |          |

| 7. – 10. Dezember Scorecard | Sydney | Queensland 240 (90) & 176 (74.5)     | – | New South Wales 375 (138.5) & 42-1 (11.3) |
|                             |        | New Sout Wales gewinnt mit 9 Wickets |   |                                           |

| 7. – 10. Dezember Scorecard | Hobart | Tasmanien 254 (79.2) & 261 (107.3)    | – | South Australia 346 (96) & 170-4 (48.5) |
|                             |        | South Australia gewinnt mit 6 Wickets |   |                                         |

| 14. – 17. Februar Scorecard | Sydney | Victoria 431-7d (123) & 168-1d (30) | – | New South Wales 310 (116.2) & 177 (65.5) |
|                             |        | Victoria gewinnt mit 112 Runs       |   |                                          |

| 14. – 17. Februar Scorecard | Adelaide | South Australia 389 (101.3) & 196-5d (48) | – | Western Australia 254 (130.4) & 222 (67) |
|                             |          | South Australia gewinnt mit 109 Runs      |   |                                          |

| 14. – 17. Februar Scorecard | Brisbane | Tasmanien 78 (37.2) & 236 (89)    | – | Queensland 257 (111.5) & 58-0 (10) |
|                             |          | Queensland gewinnt mit 10 Wickets |   |                                    |

| 24. – 27. Februar Scorecard | Sydney | New South Wales 373 (121.4) & 236-2d (51) | – | South Australia 207 (91.1) & 269 (95) |
|                             |        | New South Wales gewinnt mit 133 Runs      |   |                                       |

| 24. – 27. Februar Scorecard | Hobart | Western Australia 371 (114.4) & 253 (82.5) | – | Tasmanien 390 (112.4) & 235-5 (60) |
|                             |        | Tasmanien gewinnt mit 5 Wickets            |   |                                    |

| 24. – 27. Februar Scorecard | Brisbane | Victoria 330-9d (76.2) & 208-8d (72) | – | Queensland 184 (76.5) & 310 (115.1) |
|                             |          | Victoria gewinnt mit 44 Runs         |   |                                     |

| 6. – 8. März Scorecard | Hobart | New South Wales 195 (68.4) & 203 (68.3) | – | Tasmanien 270 (82.4) & 132-1 (40.3) |
|                        |        | Tasmanien gewinnt mit 9 Wickets         |   |                                     |

| 6. – 9. März Scorecard | Adelaide | Victoria 292 (88.4) & 320-6d (89.1) | – | South Australia 214 (67.2) & 216 (71.4) |
|                        |          | Victoria gewinnt mit 182 Runs       |   |                                         |

| 6. – 9. März Scorecard | Perth | Western Australia 277 (86.2) & 347 (121.5) | – | Queensland 496 (139.2) & 54-5 (16) |
|                        |       | Remis                                      |   |                                    |

| 17. – 20. März Scorecard | Adelaide | South Australia | – | Queensland |
|                          |          | Abgesagt        |   |            |

| 17. – 20. März Scorecard | Perth | Western Australia | – | New South Wales |
|                          |       | Abgesagt          |   |                 |

| 17. – 20. März Scorecard | Melbourne | Victoria | – | Tasmanien |
|                          |           | Abgesagt |   |           |

Am 15. März wurde verkündet, dass auf Grund der COVID-19-Pandemie die letzte Spielrunde nicht stattfindet.

### Finale
| 27. – 31. März Scorecard |  | Erster der Gruppenphase | – | Zweiter der Gruppenphase |
|                          |  | Abgesagt                |   |                          |